# Paul Haniel
Paul Haniel (* 22. April 1843 in Ruhrort; † 24. März 1892 in der Aue bei Dabringhausen) war ein deutscher Verwaltungsbeamter.

## Leben
Paul Haniel entstammte der Duisburger Unternehmerfamilie Haniel. Sein Vater war der Montanindustrielle Carl Haniel. Er studierte an den Universitäten Heidelberg und Bonn Rechtswissenschaften. 1864 wurde er Mitglied des Corps Suevia Heidelberg. 1865 schloss er sich dem Corps Guestphalia Bonn an.
Nach Abschluss des Studiums trat Haniel in den preußischen Staatsdienst ein. Nach Stationen bei der Regierung in Koblenz, wo 1877 sein Sohn Karl Haniel zur Welt kam, und der Regierung in Düsseldorf war er von 1878 bis zu seinem Tod 1892 Landrat des Landkreises Mülheim an der Ruhr. Er war verheiratet mit Ida Nobiling (1851–1942).